# Güdingen
Güdingen ist ein Stadtteil der saarländischen Landeshauptstadt Saarbrücken.

## Geographie
Güdingen liegt rund 4 km südsüdöstlich der Saarbrücker Innenstadt an der Saar. Der Ortsteil Altgüdingen liegt dabei am rechten Ufer, der Ortsteil Güdingen Schönbach mit einem größeren Industriegebiet, Sportplatz sowie der Pferderennbahn Saarbrücken auf dem linken Ufer. Im Südwesten grenzt der Ort an die französische Region Lothringen, südöstlich an den Stadtteil Bübingen. Im Osten liegt Fechingen, nordöstlich Brebach und nordwestlich Sankt Arnual.

## Geschichte
Funde von 1962 zeigen, dass bereits während der Bandkeramischen Kultur Menschen in der Gegend von Güdingen lebten. Sowohl aus der Eisenzeit wie aus der Bronzezeit konnten Funde gemeldet werden. Erste Siedlungsspuren sind um 1000 vor Christus nachweisbar. Aus der Römerzeit finden sich Hinweise auf eine Villa rustica sowie Münzen und Gräber. Am 7. Januar 1259 ist „Henrich Tichelate“ als Zeuge beim Verkauf einer Wiese in der Nähe des heutigen Deutschmühlenweihers an die Herren auf dem Deutschhause belegt. Dieses Jahr wurde der 750-Jahr-Feier im Jahr 2009 zu Grunde gelegt.
Am 1. Januar 1974 wurde die bis dahin selbständige Gemeinde Güdingen in die Landeshauptstadt Saarbrücken eingegliedert.

## Sehenswürdigkeiten

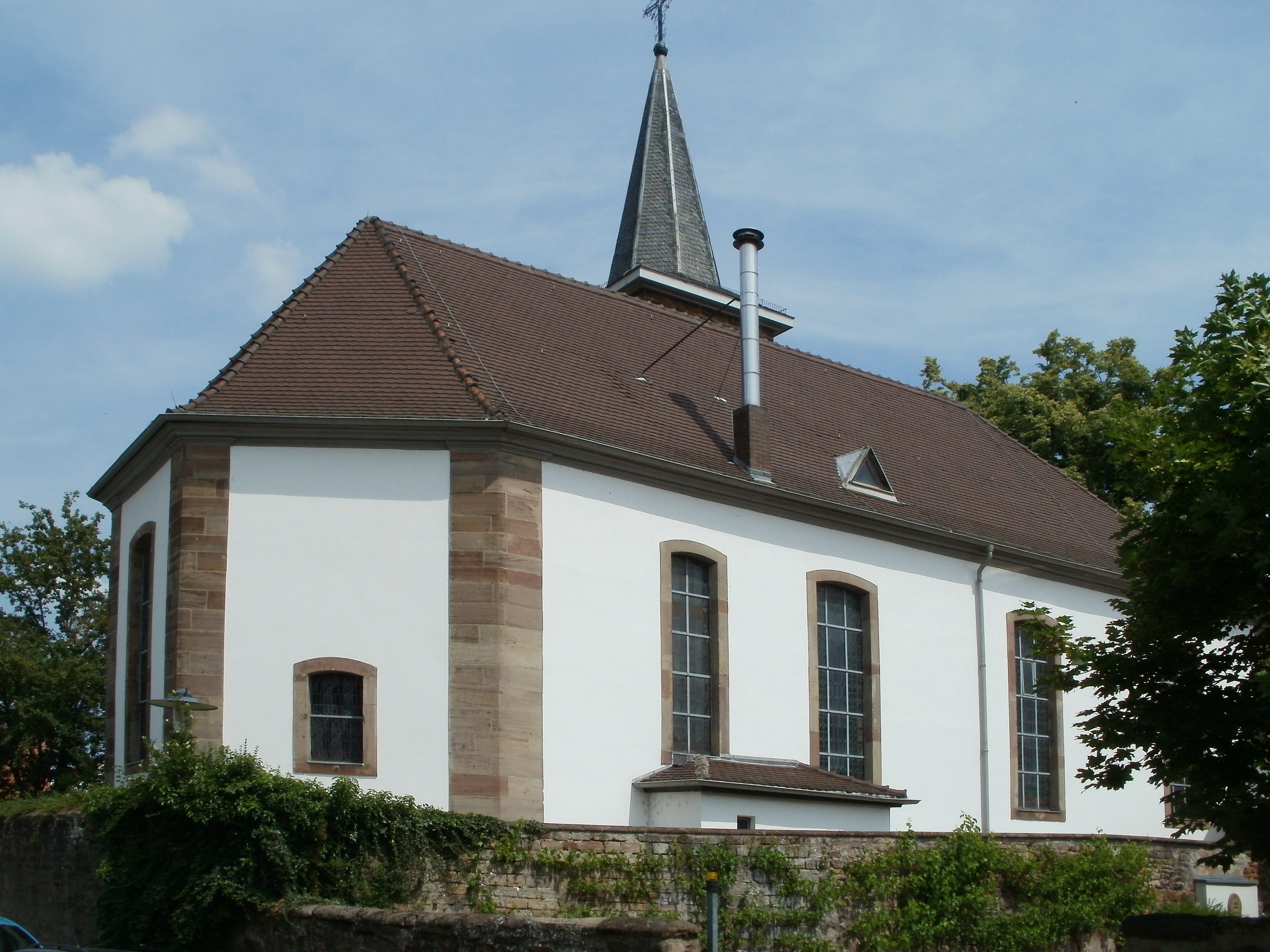
Evangelische Kirche Güdingen

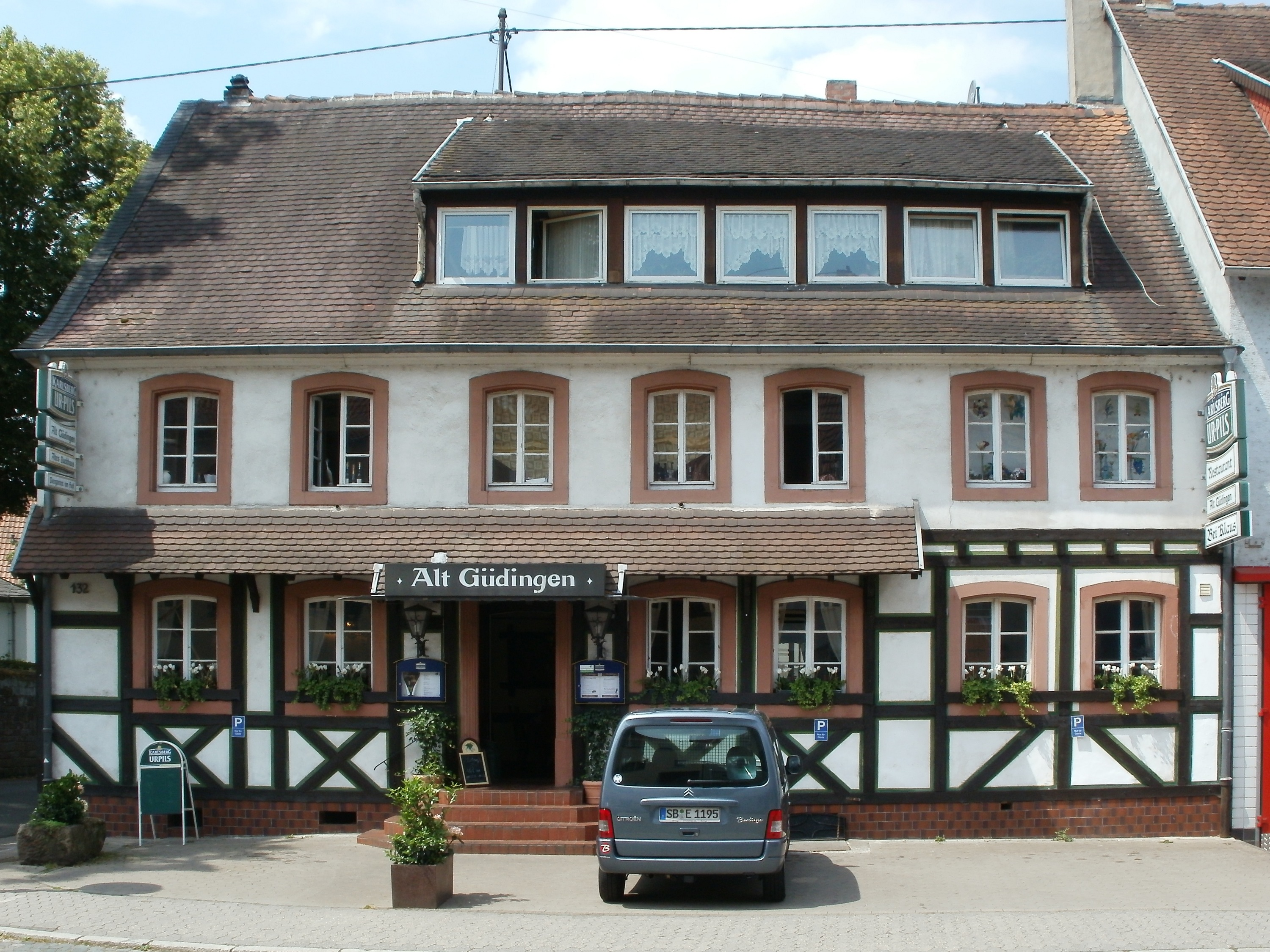
Restaurant „Alt-Güdingen“

Neben dem Ensemble um die evangelische Kirche von 1778 mit einem Glockenturm aus dem 14. Jahrhundert stehen mehrere Einzelbauten unter Denkmalschutz. Auf der Höhe des Ortes befindet sich in der Saar die Staustufe Güdingen. Schleuse und Wehr wurden 1863 erbaut und stehen gemeinsam mit einem 1936 errichteten Schleusenwärterhäuschen unter Denkmalschutz.

## Wirtschaft und Infrastruktur

### Verkehr

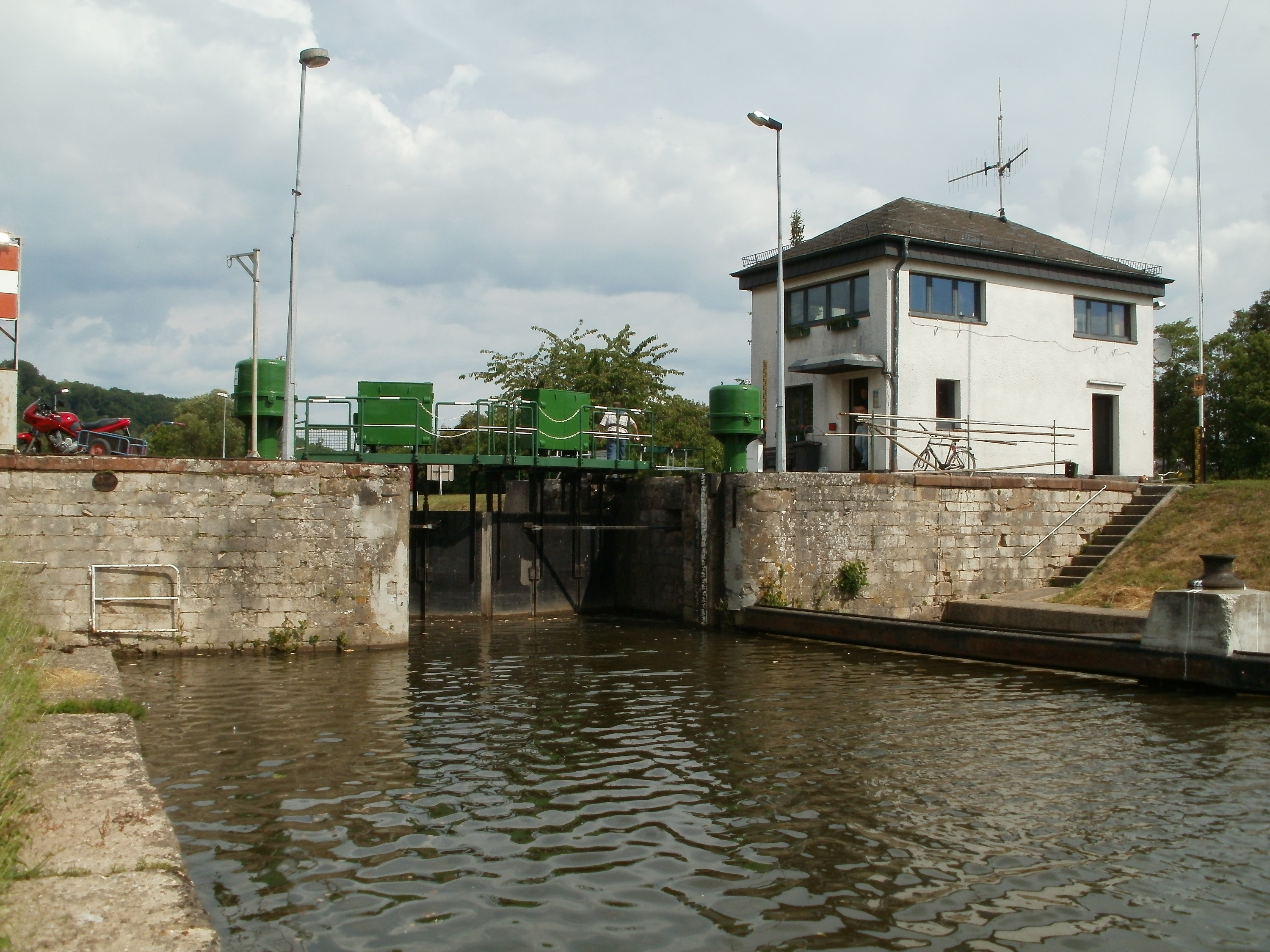
Denkmalgeschützte Schleuse mit Wärterhäuschen

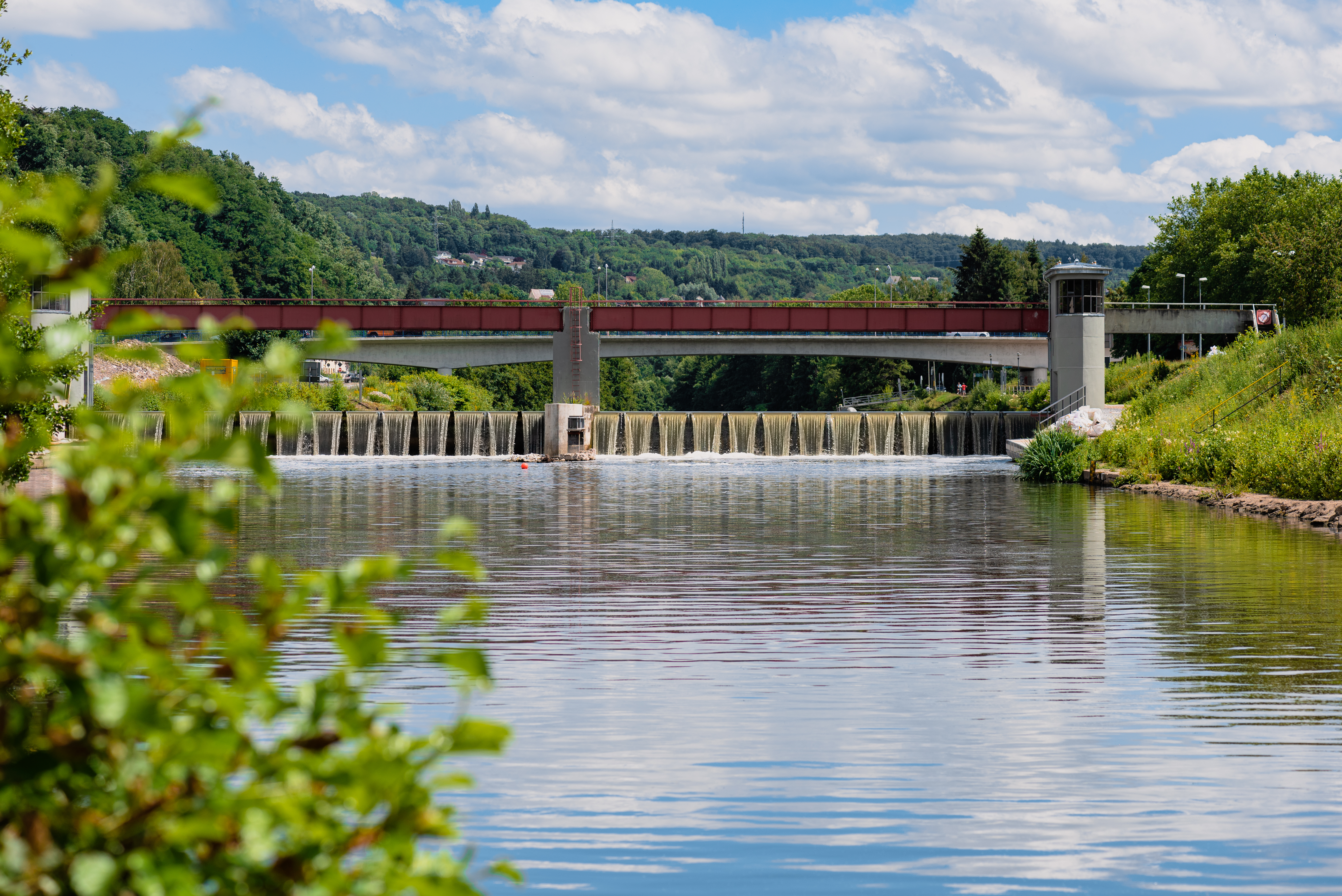
Denkmalgeschützte Staustufe

#### Straßenverkehr
Nördlich des Stadtteils befindet sich das Autobahndreieck Saarbrücken, an der die Bundesautobahn 6 auf die Stadtautobahn Saarbrücken trifft. Von Süden nach Norden verläuft entlang der Saar die Bundesstraße 51.

#### Öffentlicher Nahverkehr
Güdingen ist an den Nahverkehr in Saarbrücken angeschlossen.
Der zweigleisige Haltepunkt mit Mittelbahnsteig an der Bahnstrecke Saarbrücken–Sarreguemines befindet sich südöstlich der Ortsmitte. Seit Herbst 1997 wird der Haltepunkt durch die Linie 1 der Saarbahn tagsüber alle 15 Minuten (ansonsten alle 30 Minuten) angefahren. Verbindungen bestehen in das Stadtzentrum von Saarbrücken sowie darüber hinaus nach Riegelsberg, Heusweiler Markt und Lebach. Alle 30 bzw. 60 Minuten verkehrt die Stadtbahn in der Gegenrichtung über Kleinblittersdorf zum Bahnhof Sarreguemines unweit der deutsch-französischen Landesgrenze. Das historische Empfangsgebäude aus dem 19. Jahrhundert wurde im Jahr 2005 abgerissen. Der behinderten- und familiengerechte Ausbau des Haltepunktes wird von der kommunalen Politik seit Jahrzehnten gefordert, ohne dass es bisher zu konkreten Plänen gekommen wäre.
Der Ort wird darüber hinaus durch die Buslinien 126 und 131 erschlossen.

## Ehrenbürger
Die folgenden Ehrenbürgerschaften wurden vor der Eingemeindung 1974 vergeben, seit der Güdingen keine eigenen Auszeichnungen mehr vergibt.
- 1959: Ludwig Glaser, Werkmeister und Bürgermeister
- 1959: Wilhelm Huppert, Former und Ortsvorsteher
- 1969: Walter Lutz, Arzt
- 1969: Johanna Wendel, Diakonieschwester
- 1970: Emil Schäfer, Rundfunkmoderator und Bürgermeister